# اف سی کانزاس سیتی

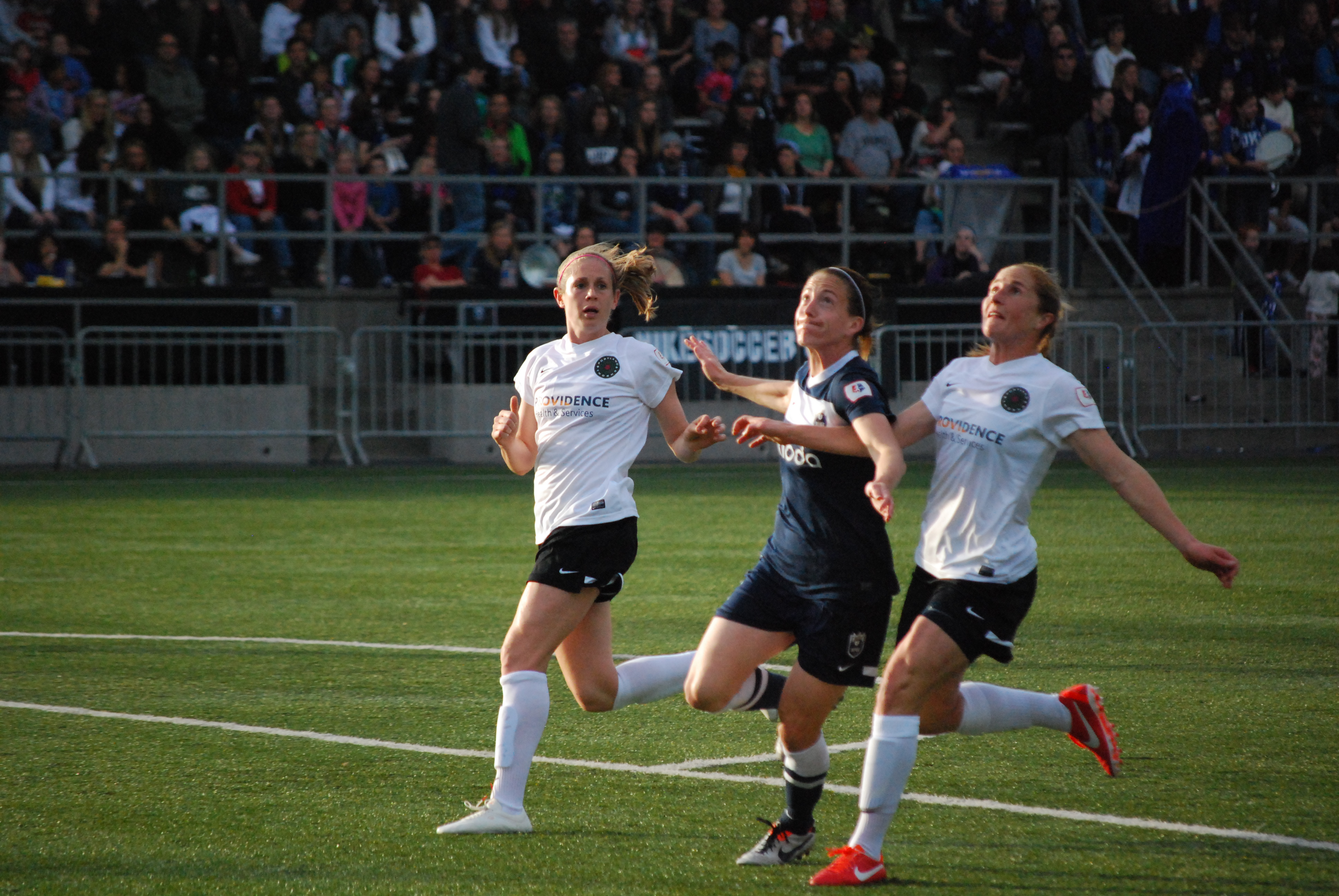

اف سی کانزاس سیتی (به انگلیسی: FC Kansas City) یکی از باشگاه‌های حرفه‌ای فوتبال زنان در آمریکا است.
این تیم واقع در شهر کانزاس سیتی است و یکی از اعضای لیگ ملی فوتبال زنان در آمریکا است.
اف سی کانزاس سیتی قهرمان لیگ ملی فوتبال زنان فصل ۲۰۱۴-۲۰۱۵ است.